# Belciades japix
Belciades japix là một loài bướm đêm trong họ Noctuidae.